# Bradlecká Lhota
Bradlecká Lhota (německy Lhota Bradletz) je obec v okrese Semily v Libereckém kraji. Žije zde 226 obyvatel.

## Historie
První písemná zmínka o obci pochází z roku 1395.

## Obyvatelstvo
| Rok            | 1869 | 1880 | 1890 | 1900 | 1910 | 1921 | 1930 | 1950 | 1961 | 1970 | 1980 | 1991 | 2001 | 2011 | 2021 |
| -------------- | ---- | ---- | ---- | ---- | ---- | ---- | ---- | ---- | ---- | ---- | ---- | ---- | ---- | ---- | ---- |
| Počet obyvatel | 423  | 449  | 440  | 405  | 371  | 365  | 356  | 267  | 274  | 248  | 225  | 222  | 201  | 216  | 236  |
| Počet domů     | 60   | 66   | 65   | 64   | 66   | 69   | 78   | 80   | 78   | 76   | 69   | 101  | 107  | 115  | 119  |

## Obecní správa

### Obecní symboly
Znak a vlajka byly obci uděleny rozhodnutím předsedy Poslanecké sněmovny Parlamentu České republiky dne 23. března 2021.

## Sbor dobrovolných hasičů
Hasičský sbor zde vznikl v roce 1895. Na jeho založení se mimo jiné podílel i Josef Jan Fučík, lomnický rodák, první lhotecký učitel, kartograf a historik Lomnicka. Hasiči jsou v Bradlecké Lhotě jednou ze dvou organizací, které oživují dění v obci. Od roku 2009 se zřizuje zařazení do JPO 5.

## Pamětihodnosti
- Socha Panny Marie
- Sousoší Nejsvětější Trojice
- Dolení mlýn
- Bývalá rychta, umístěná v Muzeu lidových staveb v Kouřimi
- Pamětní deska Josefa Jana Fučíka

## Fotogalerie

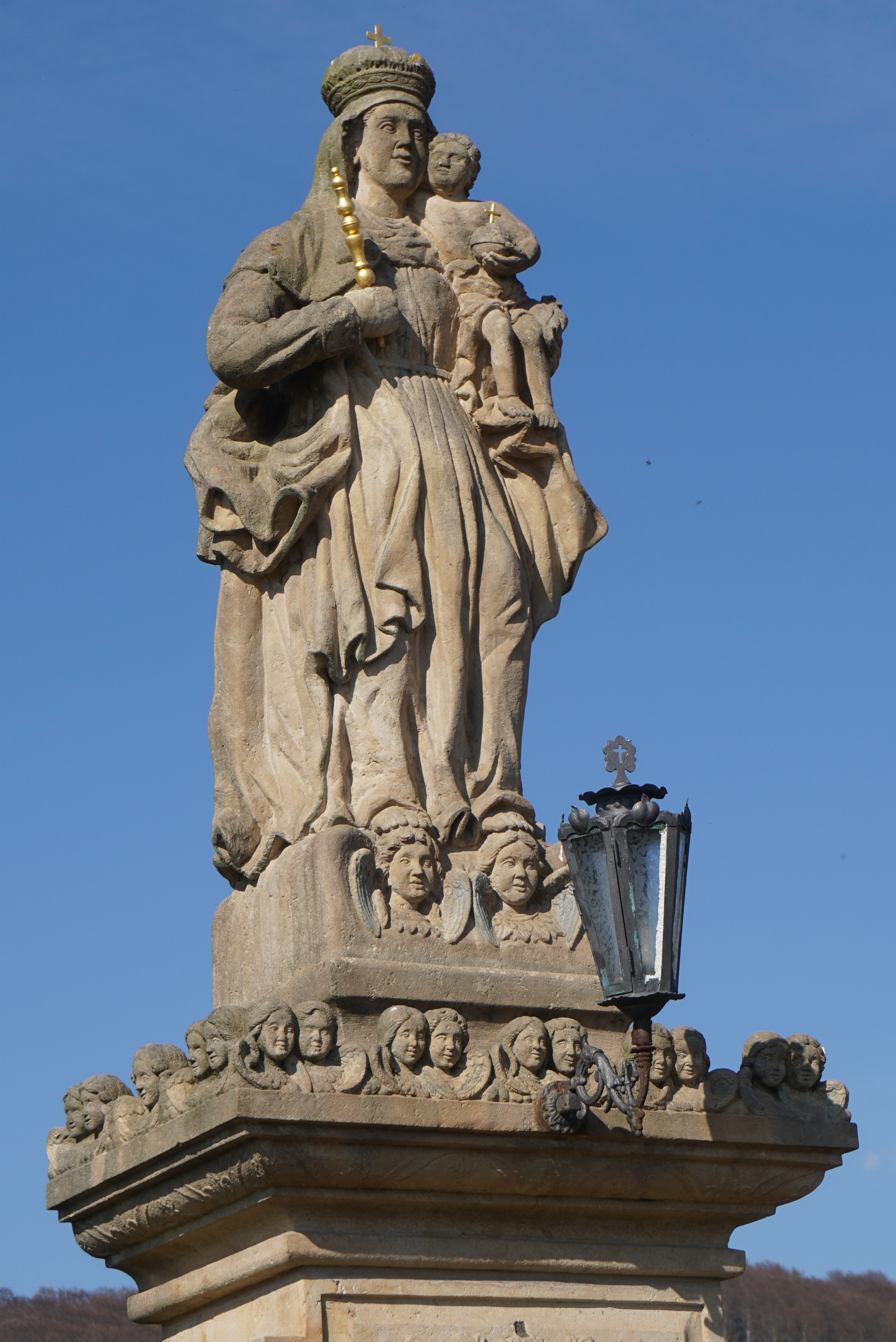
Socha panny Marie
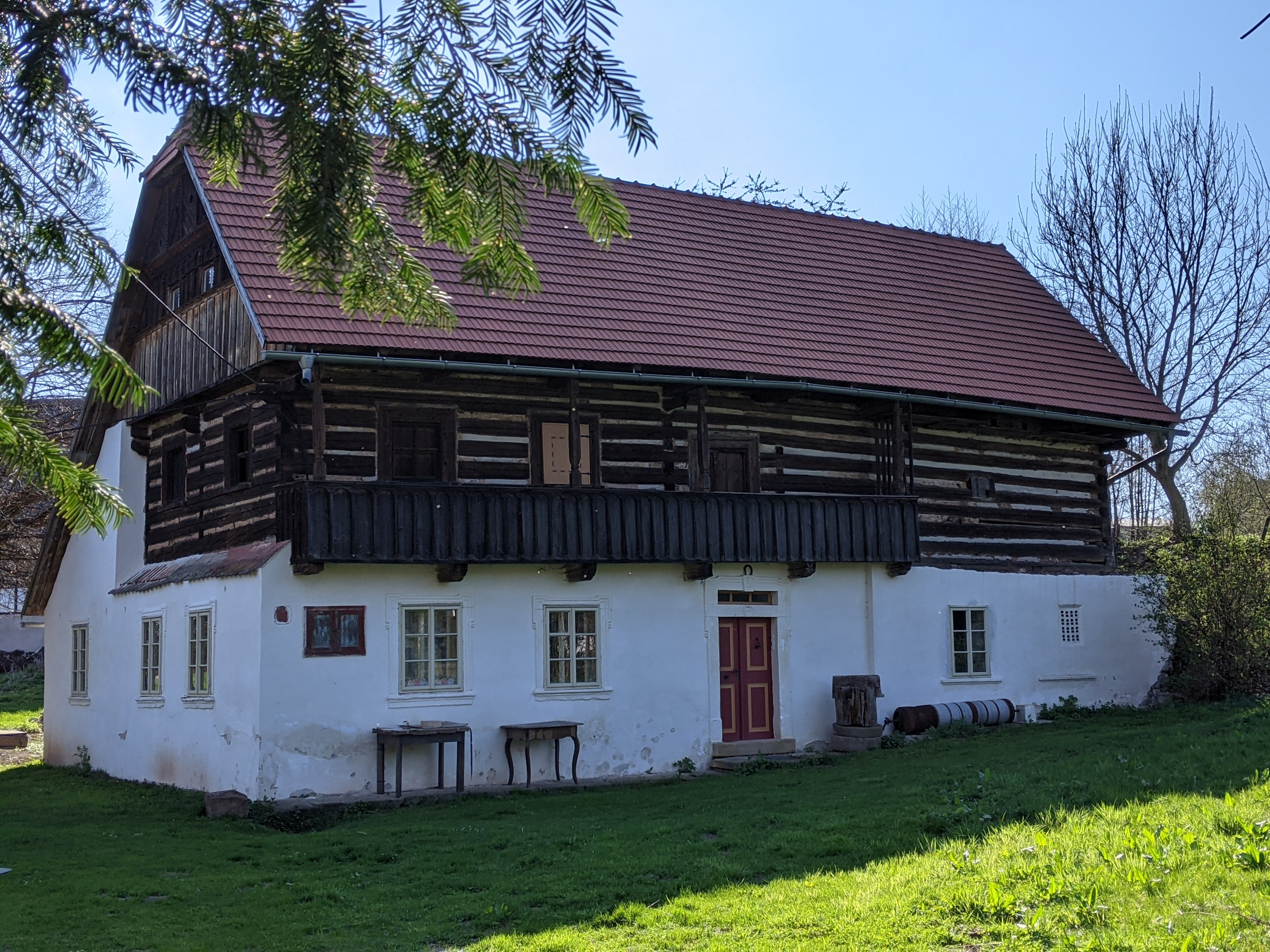
Dolení mlýn po celkové rekonstrukci
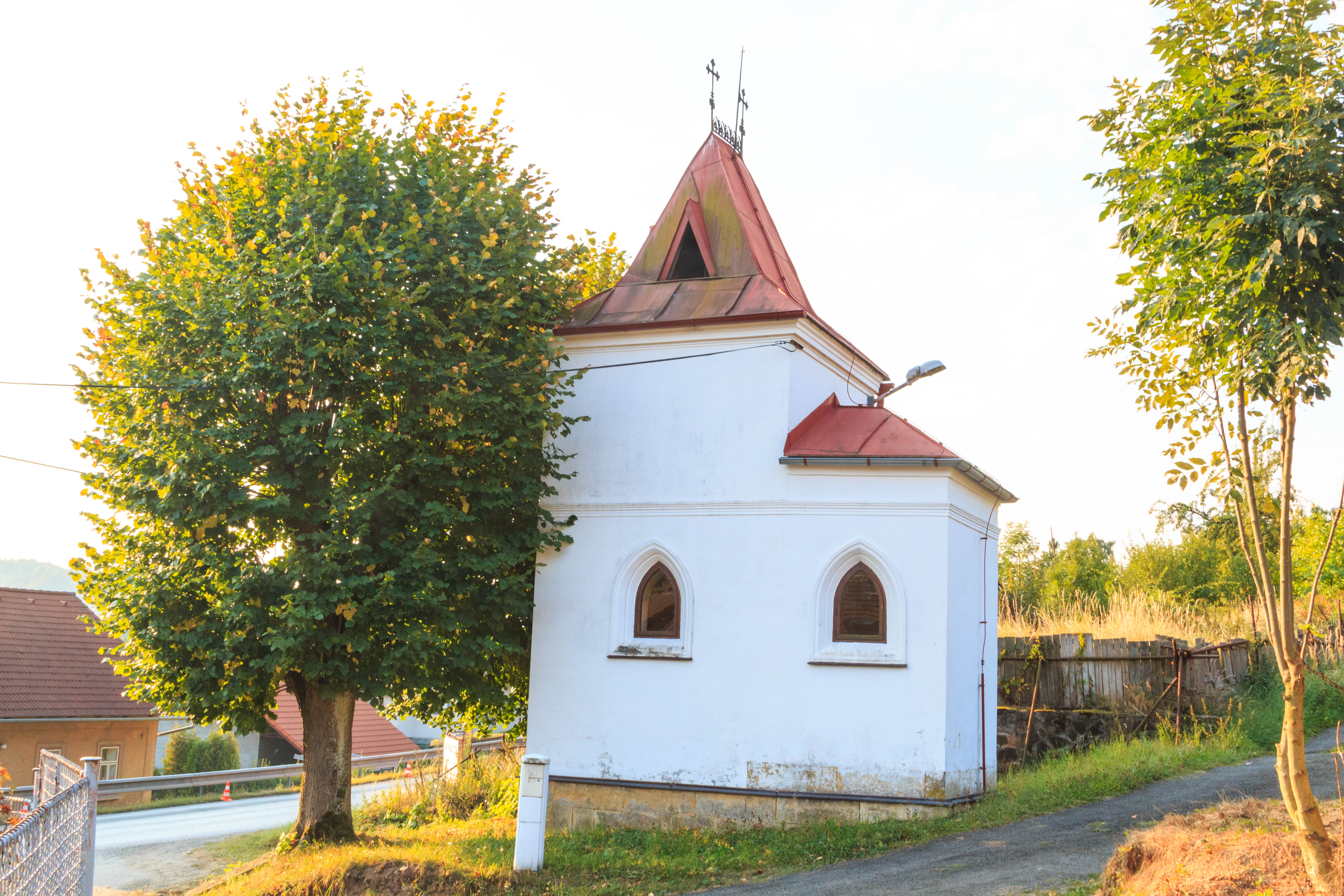
Kaple svaté Ludmily
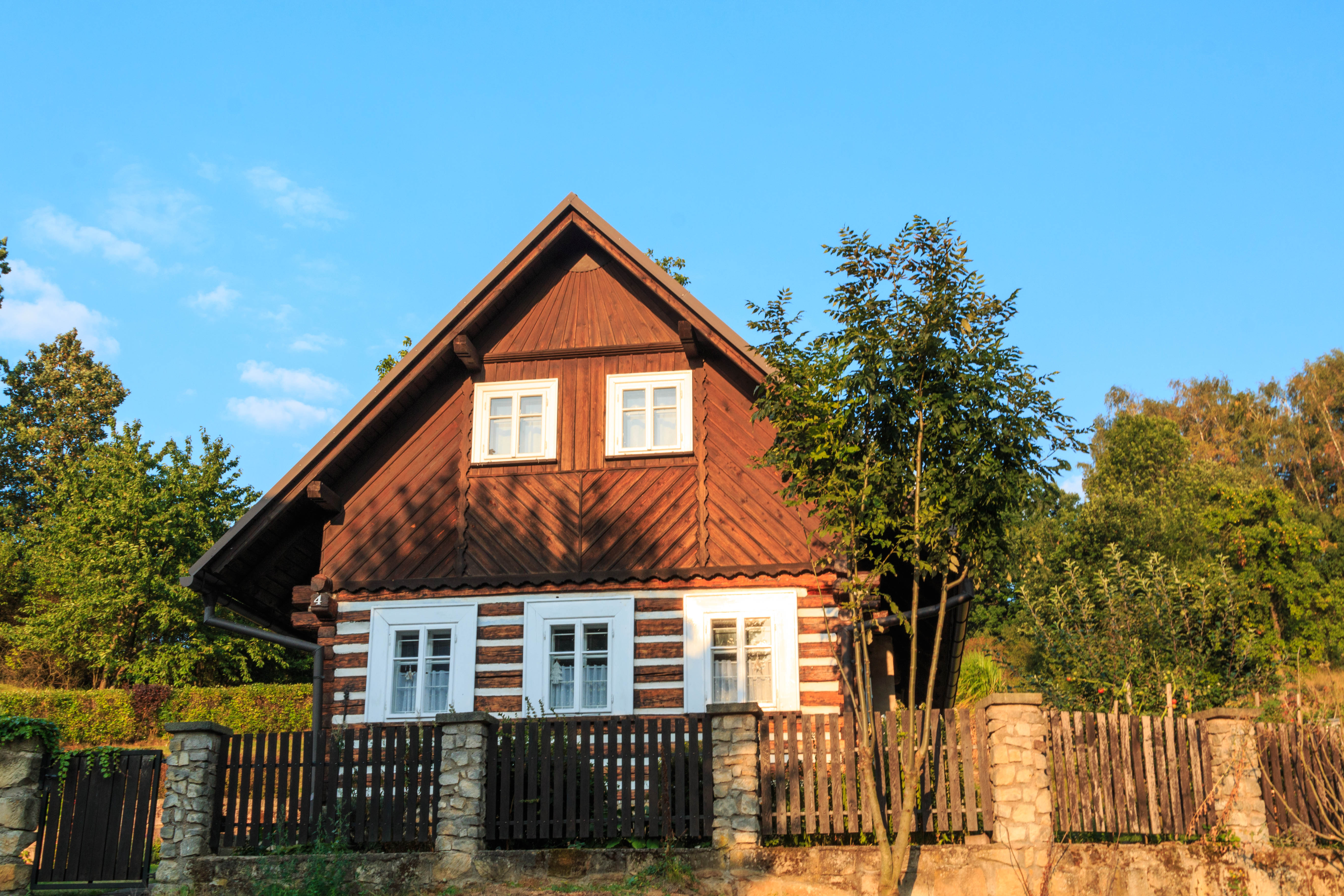
Roubený dům čp. 4
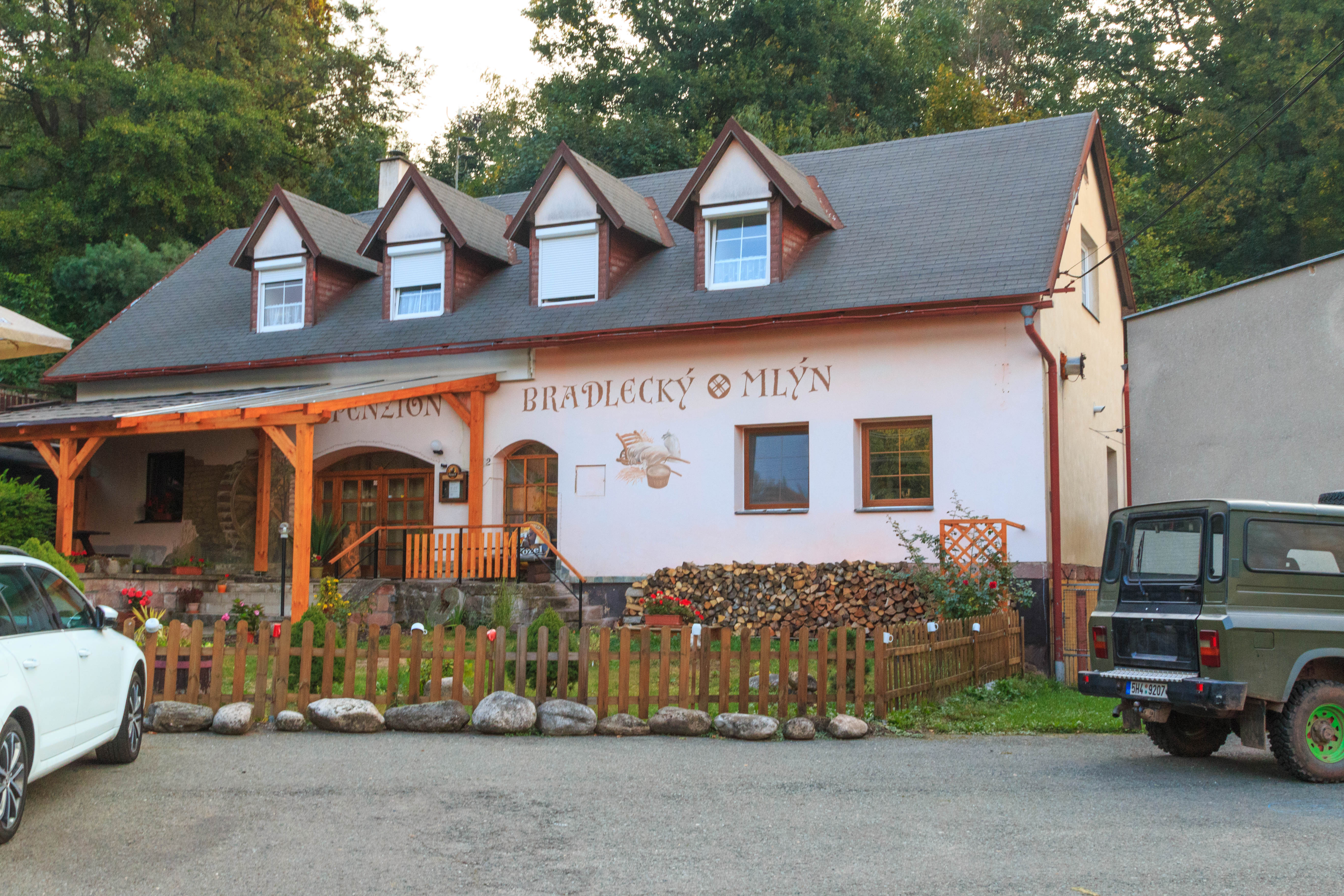
Penzion Bradlecký mlýn na místě zaniklého horního mlýna
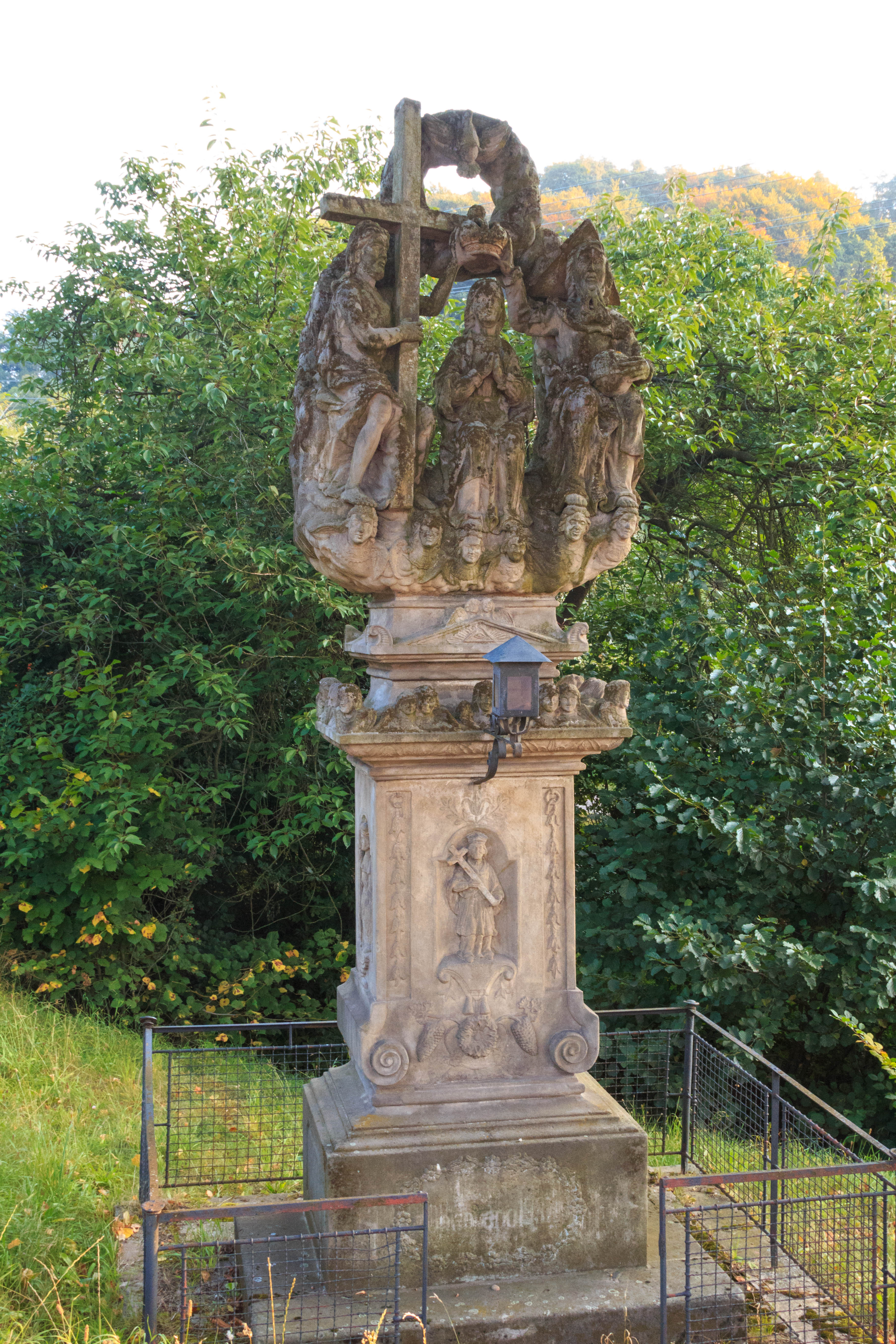
Sousoší nejsvětější Trojice